# Cantone di Étables-sur-Mer
Il Cantone di Étables-sur-Mer era una divisione amministrativa dell'Arrondissement di Saint-Brieuc.
A seguito della riforma approvata con decreto del 13 febbraio 2014, che ha avuto attuazione dopo le elezioni dipartimentali del 2015, è stato soppresso.

## Composizione
Comprendeva 6 comuni:
- Binic
- Étables-sur-Mer
- Lantic
- Plourhan
- Saint-Quay-Portrieux
- Tréveneuc